# Pelourinho do Outeiro
O Pelourinho do Outeiro localiza-se na freguesia de Outeiro, município de Bragança, distrito do mesmo nome, em Portugal.
Este pelourinho encontra-se classificado como Imóvel de Interesse Público desde 1933.